# Arachnothryx flocculosa
Arachnothryx flocculosa är en måreväxtart som beskrevs av Attila L. Borhidi. Arachnothryx flocculosa ingår i släktet Arachnothryx och familjen måreväxter. Inga underarter finns listade i Catalogue of Life.